# Żanna Proniczewa
Żanna Walerjewna Proniczewa (ros. Жанна Валерьевна Проничева, ur. 13 grudnia 1978) – rosyjska siatkarka. W sezonie 2006/08 grała w Zarieczju Odincowo. Kontrakt został rozwiązany z inicjatywy zawodniczki, przyczyną tego były sprawy rodzinne.